# ASIS International
Pour les articles homonymes, voir ASIS.
ASIS International (American society for industry security) est une association internationale rassemblant des professionnels de la sécurité et de la sûreté. Cette association a été créée en 1955 aux États-Unis.
Elle a la particularité de ne pas être considérée comme un syndicat professionnel car non représentative d'une corporation. Les membres viennent d'horizons variés : police, défense nationale, directeurs sécurité, consultants, prestataires de service de sécurité, fabricants de matériels, etc.
L'association regroupe plusieurs milliers de membres de par le monde. Si ceux-ci sont principalement présents aux États-Unis, de nombreux chapitres ont essaimé dans le monde entier : Mexique, Nigeria, Grande-Bretagne, Canada, France, Pologne, etc.
ASIS est renommé pour ses certifications comme pour ses productions. De nombreux conseils internes se réunissent régulièrement afin de produire des Guidelines ou des Standards sur les bonnes pratiques de la profession. Ces documents sont parfois transformés en normes par l'ANSI (cas du PSC1 - Management System for Quality of Private Security Company Operations - Requirements with Guidance en 2012).

## Les certifications
Les certifications d'ASIS sont accessibles aux membres comme aux non-membres. Elles sont reconnues principalement aux États-Unis (et par les entreprises américaines) et, par capillarité, dans les pays anglo-saxons et ceux disposant de chapitres.
Elles se passent sous forme de QCM, au moyen d'un ordinateur ou d'un classique papier/stylo. Les questionnaires peuvent être en anglais ou en espagnol.
Les certifications sont soumises à des obligations de formation continue ou doivent être repassées tous les trois ans.

### Certified Protection professional (CPP)
Cette certification, créée en 1977 est destinée à des professionnels de la sécurité en exercice justifiant d'une certaine expérience (7 ou 9 ans en fonction du niveau d'étude). Elle couvre des domaines aussi variés que la sécurité physique, la sécurité des personnes, mais aussi le management, le fonctionnement des entreprises, la gestion budgétaire, etc.

### Physical Security Professional (PSP)
Créé lui aussi en 1977, cet examen reconnait un niveau de connaissances et de compétences en sécurité physique. Il nécessite une expérience préalable de 4 à 6 en fonction des qualifications universitaires détenues.

### Professional certified investigator (PCI)
Datant aussi de 1977, cette certification correspond à un emploi d'enquêteur (interne ou externe) en application du droit américain. Elle nécessite entre 2 et 4 ans d'expérience préalable.